# Kanton Perpignan-8

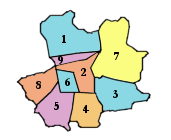
Kantone der Stadt Perpignan

Der Kanton Perpignan-8 war von 1982 bis 2015 ein französischer Wahlkreis im Arrondissement Perpignan, im Département Pyrénées-Orientales und in der Region Languedoc-Roussillon. Er umfasste die Stadtteile Gare, Saint-Assiscle und Parc Ducup im Westen von Perpignan.